# Удружење против бугарских бандита
Удружење против бугарских бандита је било паравојно српско удружење које је постојало током српске и југословенске владавине Вардарском Македонијом, између 1923. и 1934. године. Главни циљ је био супротстављање наоружаним бугарским четама Унутрашње македонске револуционарне организације (скраћено УМРО) у Вардарској Македонији.
Синдикат је формиран 9. септембра. Основан 1. септембра 1924. године у источномакедонском граду Штип, стављен је под вођство Михајла Каламатијевића, који је месецима касније и сам био жртва покушаја атентата УМРО. У њеном саставу били су униформисани, наоружани и од државе плаћени српски четници, као и одметници из редова УМРО-а. У борби против одреда УМРО, удружење је деловало блиско са српском жандармеријом и војском.

## Историја
Током Првог светског рата, српска војска и четнички покрет били су у сукобу са бугарским комитима Унутрашње македонске револуционарне организације (УМРО) и бугарском војском, која је окупирала велике делове источне Србије и Вардарске Македоније. Као резултат тога, српске четничке банде су организовале Топлички устанак, који су бугарска војска и чете УМРО брзо сломиле. Послератним Нејским уговором Бугарској су ускраћене територије. Македонији и Поморављу. Као резултат тога, држава се нашла у тешком положају, јер је изгубила територије Србије, Грчке и Румуније уз репарације тим земљама. У новооснованој Краљевини Срба, Хрвата и Словенаца бугарски комитски покрет је престао да функционише као герилски. Међутим, УМРО је убрзо почео да шаље наоружане банде из Бугарске у српски део Македоније да изврше атентате на српске функционере и разбуктавају дух бугарских делова локалног становништва. УМРО је 1921. године основао Унутрашњу револуционарну организацију западних територија (ИВОРО) као сателитску организацију, која је деловала у областима Димитровграда и Босилеграда, препуштених Краљевини Југославији.
Коначно, 1923. године, организацију Удружење против бугарских бандита формирали су бивши четници за отпор милитантима УМРО и ИВОРО у областима Вардарске Македоније и бивших западних бугарских области, са Пећанцем као водећом фигуром.  Током 1923. и 1924. године, током врхунца међуратне војне активности, у југословенској Вардарској Македонији су деловале 53 наоружане банде, према статистици УМРО.  Укупно чланство у бандама је било 3245 побуњеника, документовано је 119 борби и 73 терористичка акта.  Истовремено, ИВОРО је извршио бројне нападе на железничку пругу Димитровград–Београд, посебно на мостове. Насилне српске противмере само су имале тенденцију да учврсте подршку УМРО-а у Македонији. 
С друге стране, УМРО, поново основан 1920. године, имао је своје лево крило и био је подељен око крајњег циља свог деловања. Десна фракција је желела инкорпорацију целе македонске територије у састав Бугарске, док је левица желела посебну Македонију која би могла да се придружи будућој балканској федерацији. У децембру 1921. левичарски дезертери из УМРО-а су основали званичну Македонску савезну организацију. Насиље између две групе подстакло је политичку кризу и ојачало перцепцију јавности да је бугарска влада нестабилна. У међувремену, у лето 1921, влада је покренула војну кампању против УМРО са федерацијом као савезником. Премијер Александар Стамболијски прогласио је свој циљ да буде нова балканска федерација аграрних држава. У марту 1923. потписао је Нишки уговор са Краљевином СХС и обавезао се да сузбије операције УМРО и ИВОРО које су вођене са бугарске територије. Као резултат тога, УМРО је организовала државни удар у Бугарској у лето 1923. године, уз подршку радикалних официра.
Рушење пројугословенске владе Александра Стамболијског било је велики успех за власт УМРО-а. Потом су неки од федералиста који су побегли из Бугарске ступили у српску службу, придружили се удружењу против бугарских разбојника и борили се против УМРО-а. Премијер Краљевине СХС Љубомир Давидовић отворено се противио таквој политици, али је Живојин Лазић, шеф тима који је мобилисао такве герилце, одговорио да није пронашао бољи механизам за међусобно уништавање садашњих и бивших бугарских комита. 
Као резултат тога, УМРО је, уз незваничну подршку нове владе, деловао као држава у држави у Бугарској, служећи као средиште за брзе нападе на Југославију. Због тога је југословенско-бугарска граница крајем 1920-их постала најтеже утврђена у Европи.  Српске акције су довеле до значајног смањења напада УМРО-а. Стални спорови између чланова УМРО-а и атентати у иностранству изазвали су неке у бугарској војсци да након пуча у 19. веку преузме контролу над организацијом и сломи њену моћ и утицај, на коју се у Бугарској гледало као на гангстерску организацију унутар Бугарске и као банду за убиства изван ње. Након пуча који је предводио Кимон Георгијев, УМРО је забрањен у Бугарској. Овим је удружење против бугарских разбојника постепено губило на значају. Међутим, деловање УМРО-а је окончано тек након завршетка Другог светског рата заједничком акцијом комуниста у Бугарској и Југославији.
Распуштањем ВМРО 1934. године престају и функције Удружења. 
Паралелно са Удружењем против бугарских разбојника, Генерална команда грчке војске створила је сличну организацију са истим циљевима под називом Грчко-македонска песница. У ту сврху је у Егејској Македонији наоружано 15.800 људи. 